# Wieloprowadnicowa wyrzutnia rakietowa
Wieloprowadnicowa wyrzutnia rakietowa, WWR (ang. multiple rocket launcher) – system artylerii rakietowej, najczęściej samobieżny, przeznaczony do jednoczesnego odpalania dużej liczby pocisków rakietowych, najczęściej niekierowanych. 
Przykłady wieloprowadnicowych wyrzutni rakietowych:
- amerykańskie T34 Calliope, M270 MLRS, M142 HIMARS,
- białoruski Polonez,
- brazylijski ASTROS II,
- chińskie Typ 63, SR5, Kung Feng, A100, A200, A300, Thunderbolt-2000,
- czechosłowackie RM-51, RM-70,
- gruzińska RS-122,
- hiszpańska Teruel,
- indyjskie Pinaka, R-Han 122,
- irańskie Falaq-1, Falaq-2, Fajr-1, Fajr-3, Fajr-5,
- izraelskie LAR-160, MAR-290, Lynx,
- jugosłowiańskie M-63 Plamen, M-77 Oganj, M-87 Orkan,
- niemieckie Nebelwerfer, Panzerwerfer 42, Raketen-Vielfachwerfer, LARS,
- polska WR-40 Langusta,
- południowoafrykańska Valkiri,
- południowokoreańskie K136, K239,
- radzieckie BM-13 Katiusza, BM-21 Grad, 2K5 Korszun, TOS-1, BM-27 Uragan,
- rumuński LAROM,
- rosyjskie BM-30 Smiercz, 9A52-4 Tornado,
- serbskie LRSVM Morava, Sumadija,
- turecka TOROS, T-122 Sakarya.